# Ченла
Ченла (спрощ. кит.: 真腊; трад. кит: 真臘; піньїнь: Zhēnlà;  кхмер. : ចេនឡា;) — середньовічне кхмерське державне утворення у басейні та дельті річки Меконг. Держава Ченла була попередницею Кхмерської імперії. В китайських історичних хроніках ця назва згадувалась аж до 13 століття, але сучасна історіографія використовує цю назву лише до періоду з кінця 6 ст. до 802 року. Наразі ще невідомо, чи була Ченла єдиною унітарною державою, або цією назвою китайські хроністи узагальнювали певну сукупність окремих невеликих державних утворень у басейні та дельті річки Меконг.

## Назва
Як і у випадку з королівством Фунань, назва відома виключно з китайських хронік. Ченла згадується, як держава, що надсилає данину Танським імператорам. Назва "Ченла" не  старокхмерського походження і не використовувалась на території, яку називають Ченла. Слово має китайське походження. Деякі дослідники прив'язують це слово (真臘) до його прямого перекладу з китайської — "чистий бджолиний віск", що було одним з місцевих товарів, згаданих у китайських хроніках. Інші стверджують, що Ченла означає "Переможений Сіам", тому що "Ченла" було відтворено у вимові періоду Тан, як Tsienliäp, що звучить, як назва камбоджійського міста Сіємреап, чию назву часто розшифровують, як "розгромлений Сіам". Але ця версія має небагато прихильників через те, що конфлікти між Камбоджою та Сіамом почалися на декілька століть пізніше після того, як назва Ченла була згадана вперше. Отже, хоча ці дві назви можуть бути пов'язаними, Майкл Вікері зазначає, що походження обох невідоме. Старокхмерськоюмовою називалася Бхаве.

## Історія
Вперше згадується у китайській хроніці «Суї Шу», де описано, що з столиці Ісанапури прибуло посольство 616 року. Далі історики династії Тан вказують, що близько 707 року Ченла поділилася на два окремих утворення - “Лу Ченла” (陸真臘 - “Земляна Ченла”) та “Шуі Ченла” (水真臘 - “Водна Ченла”). “Водна” Ченла відносилась до дельти ріки Меконг, мала доступ до благ, які давала річка, але це сприяло посиленню бажань сусідів до завоювання цієї території. "Земляна Ченла" в свою чергу розташовувалась в менш родючій та сухішій долині Меконгу. Майкл Вікері вважає, що твердження танських істориків про “водну” та “земляну” Ченла є помилковими, бо дослідження доводять, що до 802 року не існувало однієї централізованої держави в цьому регіоні, а була певна кількість малих окремих державних утворень.  

У 8 ст. починається період занепаду Ченла. Кількість знайдених написів датованих восьмим століттям почала різко занепадати. Деякі довлідники, що вивчали китайські джерела того часу дійшли до висновку, що Ченла почала занепадати в результаті як внутрішніх проблем, так і нападів яванців з династії Шайлендра, які згодом були переможені та приєднані до Кхмерської імперії за правління Джаявармана ІІ. Інші дослідники, в свою чергу, відкидають класичний сценарій занепаду, аргументуючи це тим, що не було єдиної держави Ченла. 
Період занепаду закінчується з переходом на новий етап у 802 році, коли король Джаяварман ІІ проголошує Кхмерську імперію.

## Суспільство

### Правителі
Традиційно лідери обирались на основі їх заслуг на полі битви та авторитету серед народу. Однак, набуваючи більшої потужності, правителі почали успадковувати посаду батька, престол став спадковим. Прийняття ідеї індуїстської держави з її освяченим воєначальником, "варманом", захисником короля було ідейною основою для контролю та правління. 

### Релігія
За часів панування Імперії Фунань, королі прихильно ставилися до індуїзму, тому що він дозволяв посилювати своє правління та консолідувати державу, не прив'язуючись до політичних процесів. Правителі ототожнювали себе з такими богами, як Вішну і Шива, відомими як творець і руйнівник всесвіту відповідно. У релігійних установах також часто зустрічається скульптура "Харіхара", комбінована форма Вішну і Шиви. Це може свідчити, що ранні камбоджійці вірили в баланс створення та руйнування у всевсіті. Також в державі Ченла поклонялися й іншим індуїстським богам, таким як Брахма, Індрі, Крішна Говардхана, Лакшмі та ін.
Крім того, певною мірою був поширений також і буддизм, він мирно співіснував з індуїзмом. За словами індійського історика Хіманчу Прахба-Рей, буддизм був ефективним фактором мотивації до розширення морської торгівлі, тоді як індуїзм обертався навколо аграрної економіки. Це, скоріш за все, і було причиною їх мирного співіснування, адже обидва джерела доходів в поєднанні працюють на благо держави набагато краще. Саме тому королі і дозволили обом релігія існувати та користуватися пільгами. 

### Соціальна ієрархія
Соціальний статус людини визначався на основі знання мови, санскриту або давньокхмерської. Санскрит вважався "мовою богів" і вважався набагато престижнішим. Розподіл між тими, хто важко працював на землі та більш гідними профессіями відбувався на основі знання санскриту. Ті, хто зазнали успіху у вивченні санскриту могли отримувати високі чиновницькі звання, або служити в королівському дворі. Однак, більшість населення не мала можливості вивчити санскрит і проводила життя працюючи на користь храмів. Це демонструє сильний вплив індуїзму на кхмерське суспільство: санскрит вважався набагато престижнішим за рідну мову. Це може свідчити про те, що до приходу індуїзму суспільство було нестабільним і люди хапалися за нові вчення від іноземців, бо не мали постійних власних соціальних та релігійних структур. Загалом, не зважаючи на існування соціальної ієрархії,не було дискримінації між станами, жінки не вважалися людьми другого сорту, вони навіть могли займати високі чиновницькі посади. Це могло свідчити про спадщину матріархального суспільства, залишки якого ще зберігались на той час.

### Рабство
В Ченлі багато простолюдинів призначались на службу, де вони були повинні прибирати, готувати їжу в храмах або навіть будувати їх без будь-якої платні. Аналізуючи тогочасні написи, Джудіт Якоб виявив, що в Ченлі існувало 14 категорій рабів, які різнились за походженням та обов'язками. Їх можна було купувати, продавати і дарувати, бо найчастіше це мало форму саме боргової кабали. Мало місце і спадкове рабство.

## Список правителів
| №  | Король            | Роки правління  |
| 1  | Бхававарман I     | близько 550–600 |
| 2  | Махендраварман    | близько 600–616 |
| 3  | Ішанаварман I     | 616–635         |
| 4  | Бхававарман II    | 639–657         |
| 5  | Candravarman?     | ?               |
| 6  | Джаяварман I      | Близько 657–690 |
| 7  | Королева Джаядеві | 690–713         |
| 8  | Самбхуварман      | 713–716         |
| 9  | Пушкаракша        | 716–730         |
| 10 | Самбхуварман      | близько 730–760 |
| 11 | Раджендраварман I | близько 760–780 |
| 12 | Махіпатіварман    | близько 780–788 |

Джерело:

## Цікаві факти
Від назви столиці Ченли Ісанапура — походить назва регіону Таїланду Ісаан.